# Super Columbine Massacre RPG!
Super Columbine Massacre RPG!, abreviado como SCMRPG!, é um RPG eletrônico criado por Danny Ledonne e lançado em abril de 2005. O game recria o massacre de Columbine, ocorrido em 1999, perto de Littleton, Colorado. Os jogadores assumem os papéis dos atiradores Eric Harris e Dylan Klebold e reencenam o massacre, com flashbacks que contam algumas das experiências passadas de Eric Harris e Dylan Klebold. O jogo começa no dia do massacre e segue Eric Harris e Dylan Klebold após seus suicídios em aventuras fictícias.